# Nematus sylvestris
Nematus sylvestris är en stekelart som beskrevs av Cameron 1884. Nematus sylvestris ingår i släktet Nematus, och familjen bladsteklar. Arten är reproducerande i Sverige.